# Cros, Gard
Cros là một xã trong tỉnh Gard thuộc vùng Occitanie, phía nam nước Pháp. Xã Cros, Gard nằm ở khu vực có độ cao trung bình 235 mét trên mực nước biển.